# هایکاز گالستیان
هایکاز گالستیان (ارمنی: Հայկազ Գալստյան؛ زادهٔ ۱۸ اکتبر ۱۹۷۷) کشتی‌گیر اهل ارمنستان در رشته کشتی فرنگی است. وی در بازی‌های المپیک تابستانی ۲۰۰۰ و بازی‌های المپیک تابستانی ۲۰۰۴ در دسته ۱۳۰ کیلوگرم و ۱۲۰ کیلوگرم مردان به رقابت پرداخت و به مقام ۱۳ام و ۹ام دست یافت. وی همچنین پرچم‌دار کاروان ارمنستان در بازی‌های المپیک تابستانی ۲۰۰۰ و دومین پرچم‌دار کاروان ارمنستان در بازی‌های المپیک تابستانی بوده‌است.
| مسابقات بین‌المللی کشتی آزاد بزرگسالان | مسابقات بین‌المللی کشتی آزاد بزرگسالان | مسابقات بین‌المللی کشتی آزاد بزرگسالان | مسابقات بین‌المللی کشتی آزاد بزرگسالان | مسابقات بین‌المللی کشتی آزاد بزرگسالان | مسابقات بین‌المللی کشتی آزاد بزرگسالان | مسابقات بین‌المللی کشتی آزاد بزرگسالان |
| نتیجه                                 | Record                                | حریف                                  | Score                                 | تاریخ                                 | رویداد                                | مکان                                  |
| - ۹ام در ۱۲۰ ک‌گ                       | - ۹ام در ۱۲۰ ک‌گ                       | - ۹ام در ۱۲۰ ک‌گ                       | - ۹ام در ۱۲۰ ک‌گ                       | - ۹ام در ۱۲۰ ک‌گ                       | - ۹ام در ۱۲۰ ک‌گ                       | - ۹ام در ۱۲۰ ک‌گ                       |
| ------------------------------------- | ------------------------------------- | ------------------------------------- | ------------------------------------- | ------------------------------------- | ------------------------------------- | ------------------------------------- |
| باخت                                  |                                       | en:Yannick Szczepaniak                | ۳-۱                                   | ۲۲-۲۹ اوت ۲۰۰۴                        | کشتی در بازی‌های المپیک تابستانی ۲۰۰۴  | آتن، یونان                            |
| برد                                   |                                       | رافائل بارنو                          | ۲-۳                                   | ۲۲-۲۹ اوت ۲۰۰۴                        | کشتی در بازی‌های المپیک تابستانی ۲۰۰۴  | آتن، یونان                            |
| قهرمانی کشتی جهان ۱۹۹۹ ام در ۱۳۰ ک‌گ   |                                       |                                       |                                       |                                       |                                       |                                       |
| برد                                   |                                       | en:Laszlo Kovacs                      | ۴–۰                                   | ۲۳–۲۶ سپتامبر ۱۹۹۹                    | قهرمانی کشتی جهان ۱۹۹۹                | آتن، یونان                            |
| باخت                                  |                                       | en:Eddy Bengtsson                     | ۴-۰                                   | ۲۳–۲۶ سپتامبر ۱۹۹۹                    | قهرمانی کشتی جهان ۱۹۹۹                | آتن، یونان                            |
| برد                                   |                                       | en:Zhao Hailin                        |                                       | ۲۳–۲۶ سپتامبر ۱۹۹۹                    | قهرمانی کشتی جهان ۱۹۹۹                | آتن، یونان                            |
| باخت                                  |                                       | en:Giuseppe Giunta                    |                                       | ۲۳–۲۶ سپتامبر ۱۹۹۹                    | قهرمانی کشتی جهان ۱۹۹۹                | آتن، یونان                            |
| - ۱۳ام در ۱۳۰ ک‌گ                      |                                       |                                       |                                       |                                       |                                       |                                       |
| باخت                                  |                                       | en:Giuseppe Giunta                    | ۱-۰                                   | ۲۸ سپتامبر - ۱ اکتبر ۲۰۰۰             | کشتی در بازی‌های المپیک تابستانی ۲۰۰۰  | سیدنی، استرالیا                       |
| باخت                                  |                                       | رولون گاردنر                          | ۶-۰                                   | ۲۸ سپتامبر - ۱ اکتبر ۲۰۰۰             | کشتی در بازی‌های المپیک تابستانی ۲۰۰۰  | سیدنی، استرالیا                       |
| برد                                   |                                       | en:Omrane Ayari                       | ۲-۳                                   | ۲۸ سپتامبر - ۱ اکتبر ۲۰۰۰             | کشتی در بازی‌های المپیک تابستانی ۲۰۰۰  | سیدنی، استرالیا                       |